# 许宗强
许宗强（1939年—），男，广东郁南人，中国技巧教练员，曾任广西技巧队总教练。两次获体育运动荣誉奖章。